# Dionís (cràter)

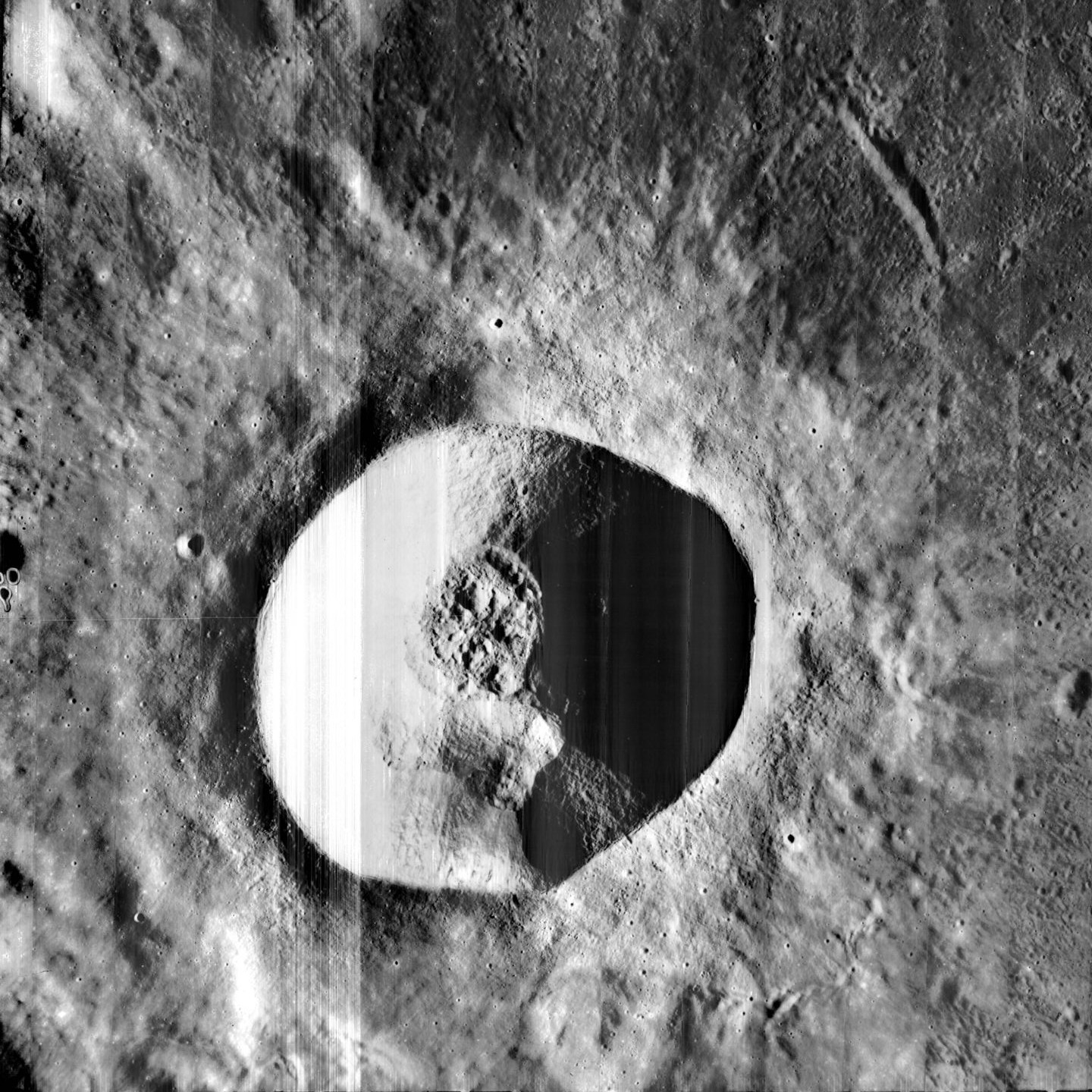
Detall de l'interior des de la Lunar Orbiter 5

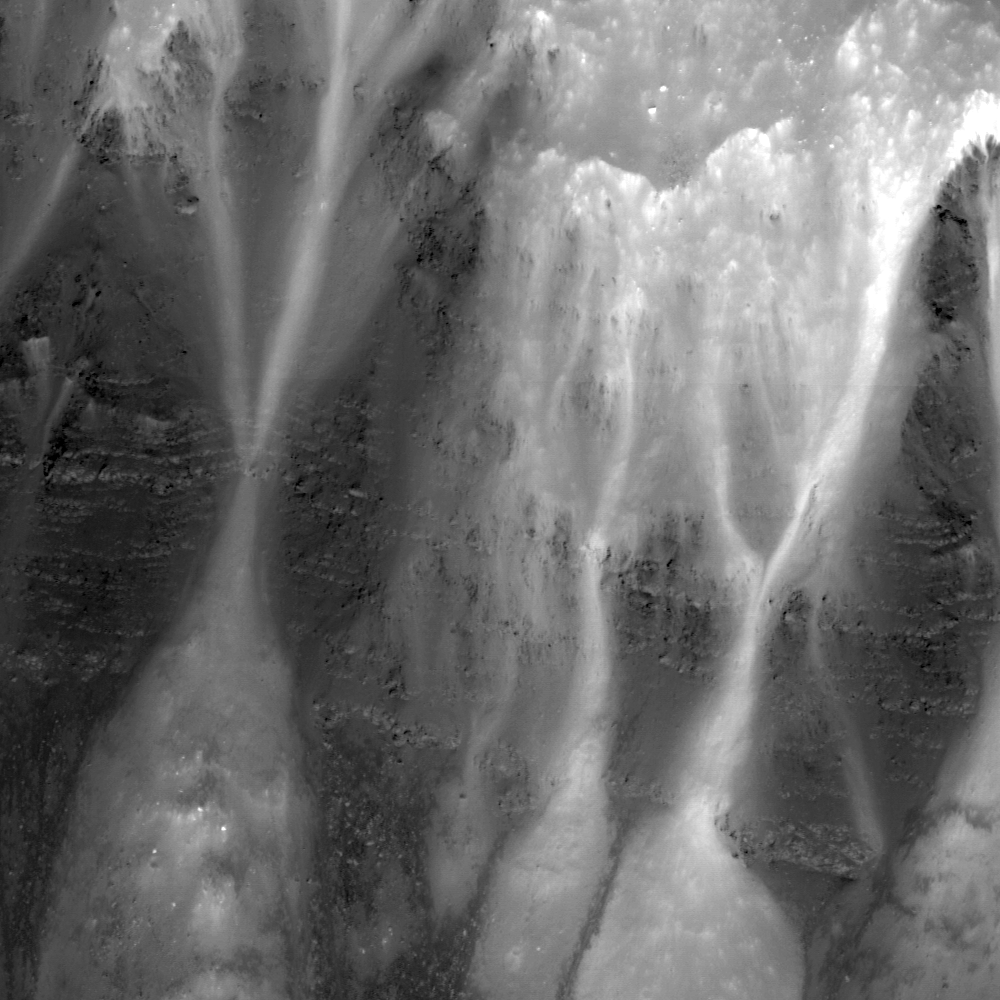
Fotografia de la missió Lunar Reconnaissance Orbiter

Dionís és un cràter d'impacte lunar que es troba en la vora occidental de la Mare Tranquillitatis. Al sud-est es troba el parell de cràters Ritter i Sabine. Just al nord-oest apareix el sistema d'esquerdes designat Rimae Ritter. Aquestes esquerdes segueixen una direcció generalment al nord-oest.

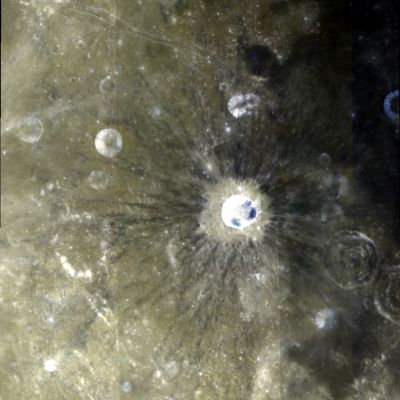
Fotografia de la missió Clementine (1994)

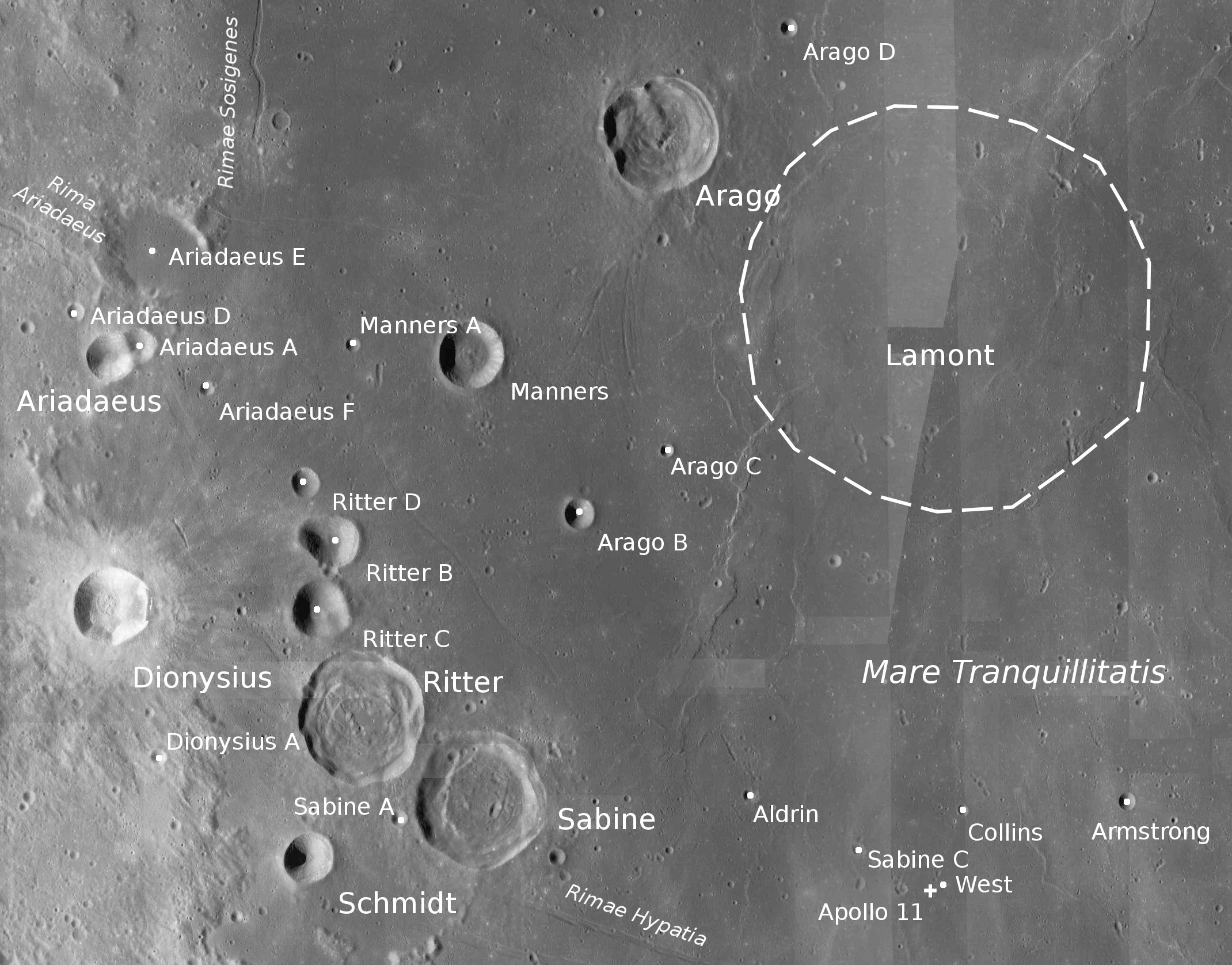
Fotografia de la missió Lunar Reconnaissance Orbiter

La vora de Dionís és generalment circular i mostra pocs signes de desgast. El cràter posseeix un petit sistema de marques radials amb un radi de més de 130 quilòmetres. La formació té un alta albedo i apareix brillant quan el sol està gairebé en el cenit durant la lluna plena. Està envoltat per un halo lluminós, amb material més fosc a continuació. Alguns dipòsits més foscos presenten formes de ratlles fosques relativament rares.